# Barb Broen Ouellette
Barbara „Barb“ Broen Ouellette (* 25. Oktober 1964 in Edmonton) ist eine kanadische Volleyball- und Beachvolleyballspielerin.

## Karriere
Broen Ouellette begann im Hallenvolleyball, 1984 nahm sie an den Olympischen Spielen in Los Angeles teil.
Ihr erstes internationales Turnier im Beachvolleyball spielte sie 1995 in Hermosa Beach mit Margo Malowney. Das Duo konnte zunächst keine vorderen Platzierungen erzielen. Bei den Brisbane Open kamen Malowney/Ouellette auf den 13. Platz. Danach beendeten sie vier Turniere in Brasilien jeweils auf dem 17. Rang. Nach dem 13. Platz in Hermosa Beach nahmen sie an den Olympischen Spielen 1996 in Atlanta teil. Dort unterlagen sie in zwei Spielen gegen Timy/Eta aus Indonesien sowie das französische Duo Prawerman/Lesage und mussten sich deshalb bereits nach der Vorausscheidung verabschieden.
Danach spielte Broen Ouellette vier Turniere mit Guylaine Dumont. Nach zwei 13. Plätzen wurde das Duo Neunter der Busan Open und 17. beim Grand Slam in Carolina. Ende des Jahres trat Broen Ouellette mit ihrer neuen Partnerin Kathy Tough an. Als bestes Resultat erzielten Ouellette/Tough dreimal den 13. Platz in Brasilien und Melbourne. Außerdem nahmen sie an der Weltmeisterschaft 1997 in Los Angeles teil; dort belegten sie den 17. Rang.
1998 bildete Broen Ouellette ein neues Duo mit Christine Lussier Pack. Als bestes Ergebnis bei Open-Turnieren erzielte das Team einen 17. Platz in Espinho. 1999 nahmen Ouellette/Lussier an der Weltmeisterschaft in Marseille teil, kamen dabei jedoch nicht über 41. Platz hinaus. Im Jahr 2000 war ihr bestes Ergebnis der 25. Platz, den sie unter anderem beim Grand Slam in Chicago erreichten.